# Agenzia Interim
Agenzia Interim (Agence Intérim) è una serie televisiva francese in 13 episodi trasmessi per la prima volta nel corso di una sola stagione nel 1969.

## Trama
Vic e Max sono due detective privati che cercano di risolvere i casi con l'aiuto della loro assistente Mireille.

## Personaggi e interpreti
- Vic, interpretato da Pierre Vernier.
- Max, interpretato da Daniel Ceccaldi.
- Mireille, interpretata da Geneviève Grad.

## Produzione
La serie fu prodotta da Dovidis e Office de Radiodiffusion Télévision Française. Le musiche furono composte da Nino Ferrer. Tra i registi sono accreditati Marcel Moussy e Pierre Neurrisse, tra gli sceneggiatori Francis Veber.

## Distribuzione
La serie fu trasmessa in Francia nel 1969 sulla rete televisiva ORTF. In Italia è stata trasmessa con il titolo Agenzia Interim.

## Episodi
| Stagione       | Episodi | Prima TV Francia | Prima TV Italia |
| -------------- | ------- | ---------------- | --------------- |
| Prima stagione | 13      | 1969             | 1976            |